# Grand Prix IAAF
Grand Prix IAAF – cykl komercyjnych mityngów lekkoatletycznych, organizowanych przez IAAF w latach 1985–2002. Do 1992 r. zwycięzcami w poszczególnych konkurencjach ogłaszano zawodników, którzy zdobyli najwięcej punktów za starty w całym cyklu, łącznie z mityngiem finałowym. W latach 1993–2002 o zwycięstwie w pojedynczych specjalnościach decydował mityng finałowy, do udziału w którym uprawnieni byli najlepsi zawodnicy w cyklu Grand Prix. Finał Grand Prix obejmował tylko niektóre konkurencje spośród rozgrywanych w cyklu. Następcą Grand Prix IAAF jest World Athletics Tour.

## Link zewnętrzny
- IAAF Grand Prix Final. (ang.).